# یواس‌اس واچاست (۱۸۶۱)
یواس‌اس واچاست (۱۸۶۱) (به انگلیسی: USS Wachusett (1861)) یک کشتی بود که طول آن ۲۰۱ فوت ۴ اینچ (۶۱٫۳۷ متر) بود. این کشتی در سال ۱۸۶۱ ساخته شد.